# Hypericum ichelense
Hypericum ichelense är en johannesörtsväxtart som beskrevs av N.Robson. Hypericum ichelense ingår i släktet johannesörter, och familjen johannesörtsväxter. Inga underarter finns listade i Catalogue of Life.